# 9203 Міртус
9203 Міртус (9203 Myrtus) — астероїд головного поясу, відкритий 9 жовтня 1993 року.
Тіссеранів параметр щодо Юпітера — 3,193.